# Fort Thüngen

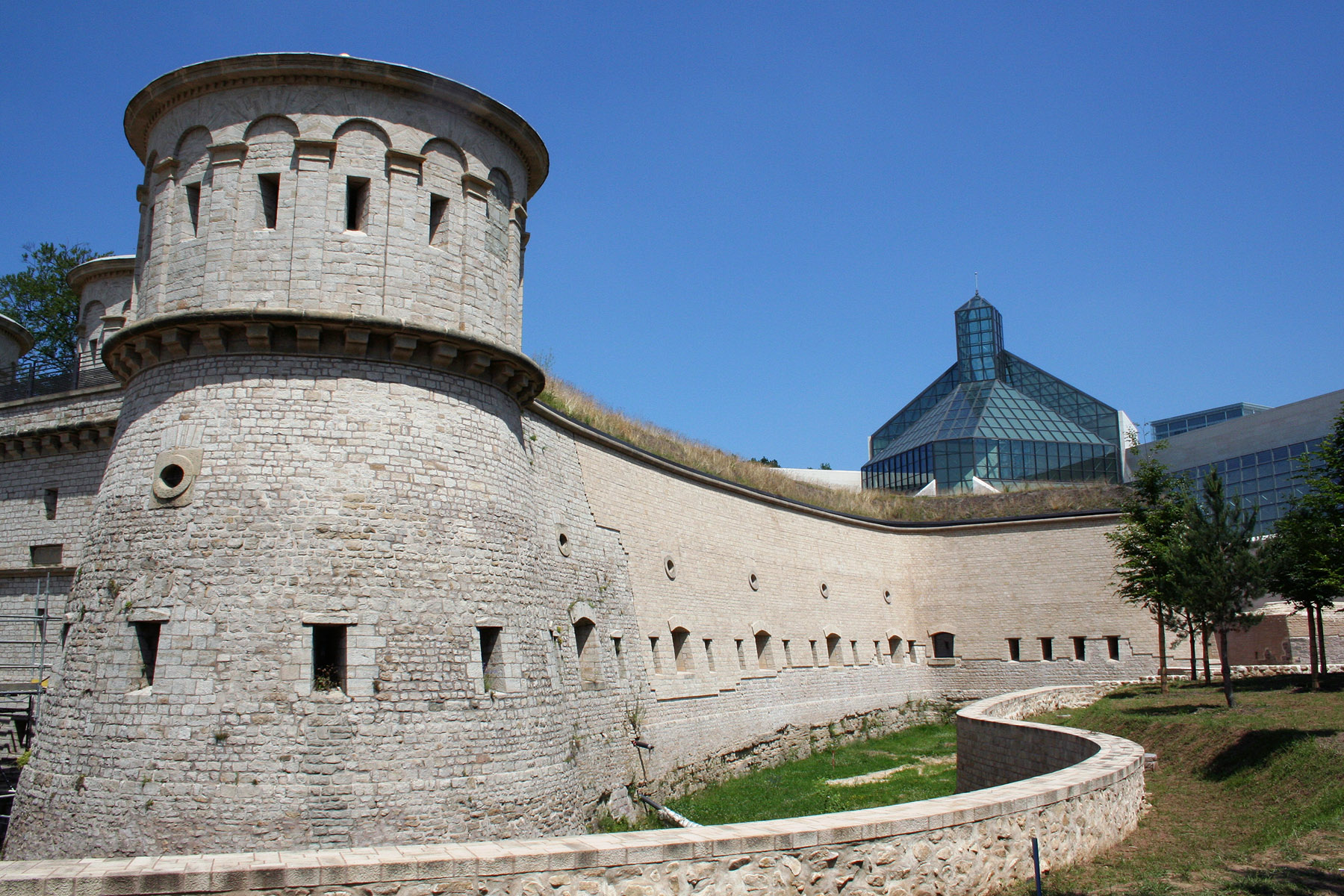
Fort Thüngen. Antecedentes: o Museu de Arte Moderna

Fort Thüngen é um edifício militar situado no Luxemburgo parque Dräi Eechelen (palavras de Luxemburguês em alemão: Drei Eicheln, francês: Trois Glands). É parte das fortificações da cidade de Luxemburgo.
Construído em 1732 (e ampliado em 1836 e reforçado em 1860), que tem o nome de Adam Baron Sigmund von Thüngen, comandante da fortaleza. O edifício baseia-se no parque Redoubt, equipado cinquenta anos antes por Vauban. O forte foi destruído nas 1870-1874 anos. Permanecem apenas três torres redondas, chamados "As três bolotas" e as fundações do forte descobertos na década de 1990 no site são instalados dois museus: o Museu de Arte Moderna Grão-Duque Jean (Mudam) , projetado pelo arquiteto Ieoh Ming Pei e inaugurado em 1 de julho de 2006, e a fortaleza Museum, ainda em construção.